# Komunistický manifest
Manifest Komunistické strany, jehož autory jsou Karl Marx a Friedrich Engels, byl sepsán z popudu mezinárodní dělnické organizace Svaz komunistů (původně Svaz spravedlivých), který si tímto kladl za cíl představit širší veřejnosti jak svůj teoretický, tak i praktický program (viz Úvod).
Byl vydán nejprve (roku 1848) v němčině, v kterémžto jazyce byl publikován v Německu, v Anglii a ve Spojených státech. Krátce před červnovými událostmi téhož roku byl přeložen do francouzštiny. První anglický překlad, jehož autorkou byla slečna Helen Macfarlane a jenž vyšel v listu Red Republican, se datuje do roku 1850. První vydání v ruském jazyce se objevilo v Ženevě v šedesátých letech.
Program Manifestu je rozvržen ve čtyřech kapitolách (Buržoové a proletáři, Proletáři a komunisté, Socialistická a komunistická literatura a Stanovisko komunistů k různým opozičním stranám).

## Úvod kManifestu komunistické strany
| „ | Evropou obchází strašidlo – strašidlo komunismu. Ke svaté štvanici na toto strašidlo se spojily všechny mocnosti staré Evropy – papež i car, Metternich i Guizot, francouzští radikálové i němečtí policajti. Kde je opoziční strana, která by nebyla svými vládnoucími odpůrci vykřičena jako komunistická, kde je opoziční strana, která by opět potupnou výtku komunismu nevmetla ve tvář jak pokrokovějším opozičníkům, tak i svým reakčním odpůrcům? Z této zkušenosti vyplývá dvojí. Komunismus je již uznáván všemi evropskými mocnostmi za moc. Je svrchovaný čas, aby komunisté otevřeně před celým světem vyložili své názory, své cíle a své snahy a proti báchorkám o strašidle komunismu postavili manifest strany samé. Proto se v Londýně shromáždili komunisté nejrůznějších národností a sepsali tento manifest, jenž uveřejní v jazyku anglickém, francouzském, německém, italském, vlámském a dánském. | “ |
| — Karel Marx, Bedřich Engels: Manifest komunistické strany, v českém překladu Ladislava Štolla, nakladatelství Svoboda, Praha, 1974 | |   |

## Buržoové a proletáři
„Dějiny, jak jsme je poznali“, mohli říct Marx s Engelsem, „byly vždy dějinami třídních bojů“ – v historii proti sobě pokaždé stáli na jedné straně utlačovatel, na druhé straně utlačovaný (např. svobodný a otrok ve starověku, feudál a nevolník ve středověku), kteří spolu vedli tu skryté, tu otevřené boje, jež bez výjimek ústily v revoluce, ve změny společenských pořádků.
Na moderní společnosti (společnosti 19. století) lze demonstrovat, že neplatí zákonitě, jak by se snad mohlo zdát, že každá změna je nutně změnou k lepšímu. Tato moderní společnost, jež stojí na zániku feudální společnosti, třídní protiklady nejenže neodstranila, ona naopak přinesla nové formy útisku a poroby. Je pro ni typické, že celou společnost štěpí na dva velké, přímo proti sobě stojící tábory: buržoazii a proletariát.
Buržoazii, tedy třídu velkokapitalistů, kteří vlastní prostředky společenské výroby a používají námezdní práce, a proletariát, tedy třídu námezdních dělníků, kteří nemají své výrobní prostředky a jsou nuceni, pokud chtějí přežít, prodávat svou pracovní sílu.
Tímto štěpením si však buržoazní společnost produkuje svého vlastního hrobaře, její zánik a vítězství proletariátu se jim stává nevyhnutelným.
| „ | Podstatnou podmínkou existence a panství buržoazní třídy je hromadění v rukou soukromníků, tvoření a rozmnožovaní kapitálu; podmínkou existence kapitálu je námezdní práce. Námezdní práce je založena výhradně na vzájemné konkurenci mezi dělníky. Pokrok průmyslu, jehož bezděčným a povolným nositelem je buržoazie, však dělníky rozdělené konkurencí sdružuje, a tím je revolučně sjednocuje. Rozvojem velkého průmyslu je tedy buržoazii pod nohama podemílána sama základna, na které vyrábí a přivlastňuje si výrobky. | “ |
| — Karel Marx, Bedřich Engels: Manifest komunistické strany, v českém překladu Ladislava Štolla, nakladatelství Svoboda, Praha, 1974 | |   |

## Proletáři a komunisté
V jakém vztahu jsou komunisté k proletariátu?
Oproti ostatním dělnickým stranám hájí komunisté zájmy proletariátu vůbec, nezávisle na národnosti jednotlivých proletářů, v cíli se však od nich neodlišují – i komunisté chtějí svržení panství buržoazie a vydobytí politické moci pro proletariát.
Proto se snaží o zrušení soukromého vlastnictví. Po výtce, že komunisté chtějí odstranit osobně nabyté, vlastní práci získané vlastnictví, vlastnictví, které je základem veškeré osobní svobody, činnosti a samostatnosti, následuje tato obhajoba: dnešní situace je taková, že pro devět desetin členů společnosti soukromé vlastnictví neexistuje; pokud nějaké soukromé vlastnictví existuje, tak jen proto, že právě pro oněch devět z desíti členů společnosti neexistuje.
| „ | Komunismus nebere nikomu možnost přivlastňovat si společenské výrobky, bere jen možnost zotročovat si tímto přivlastňováním cizí práci. | “ |
| — Karel Marx, Bedřich Engels: Manifest komunistické strany, v českém překladu Ladislava Štolla, nakladatelství Svoboda, Praha, 1974 | |   |

Nadto ještě přichází s těmito ideálními opatřeními:
1. vyvlastnění pozemkového majetku a použití pozemkové renty na výdaje státu
2. silně progresivní daň
3. zrušení dědického práva
4. konfiskace majetku všech emigrantů a rebelů
5. soustředění úvěru v rukou státu prostřednictvím národní banky se státním kapitálem a výhradním monopolem
6. soustředění dopravy v rukou státu
7. zvýšení počtu národních továren, výrobních nástrojů, získávaní nové orné půdy a meliorace pozemků podle společného plánu
8. stejná pracovní povinnost pro všechny, zřízení průmyslových armád, zejména pro zemědělství
9. spojení zemědělské a průmyslové výroby, úsilí o postupné odstranění rozdílu mezi městem a venkovem
10. veřejná a bezplatná výchova všech dětí, odstranění tovární práce dětí

## Socialistická a komunistická literatura
Marx a Engels od sebe v politické literatuře odlišují literaturu tzv. reakčních socialistů (feudálů, maloburžoazie a Němců jakožto „pravých“ socialistů), literaturu konzervativců, neboli buržoazních socialistů a literaturu kritickoutopických socialistů a komunistů.
Reakční socialisté v posledku nedělají nic jiného, než že básní o starých dobrých časech (tak třeba aristokracie pyšnící se tím, že za jejího panství proletariát neexistoval, zapomínající se zmínit, že moderní buržoazie je plod jejich společenského řádu).
Konzervativní socialisté jsou ti, kteří se snaží společnosti pomoci od sociálních neduhů, avšak proto, aby zajistili trvání buržoazní společnosti. Věří, že jsou buržoy v zájmu dělnické třídy.
| „ | Socialističtí buržoové chtějí podmínky existence moderní společnosti, ale bez bojů a nebezpečí, které z nich nezbytně vyplývají. Přejí si existující společnost, ale bez živlů, které ji revolucionují a rozkládají. | “ |
| — Karel Marx, Bedřich Engels: Manifest komunistické strany, v českém překladu Ladislava Štolla, nakladatelství Svoboda, Praha, 1974 | |   |

Typické pro utopisty je, že „místo společenské činnosti má nastoupit jejich osobní vynalézání, místo historických podmínek osvobození podmínky vysněné, místo ponenáhlého organizování proletariátu ve třídu organizace společnosti podle jejich receptu, budoucí dějiny celého světa se pro ně redukují na propagaci a praktické uskutečňovaní jejich společenských plánů“.

## Stanovisko komunistů krůzným opozičním stranám
Komunisté vždy a všude podporují každé revoluční hnutí, které se staví proti dosavadním společenským a politickým poměrům.
A vždy a všude staví do popředí otázku vlastnictví.
| „ | Komunisté pokládají za nedůstojné, aby tajili své názory a úmysly. Prohlašují otevřeně, že jejich cílů lze dosáhnout jen násilným svržením celého dosavadního společenského řádu. Nechť se panující třídy třesou před komunistickou revolucí! Proletáři v ní nemají co ztratit, leda své okovy. Dobýt mohou celý svět. | “ |
| — Karel Marx, Bedřich Engels: Manifest komunistické strany, v českém překladu Ladislava Štolla, nakladatelství Svoboda, Praha, 1974 | |   |

## Význam
Lenin charakterizoval filozofický význam Manifestu Komunistické strany takto:
— Vladimir Iljič Lenin: Karel Marx (Stručný životopis a výklad marxismu)
Manifest Komunistické strany zaujímá zvláštní místo v dějinách marxismu. Tímto dílem vrcholí proces formování marxismu a jeho filozofického základu, dialektického a historického materialismu.